# Paroecus rigidus
Paroecus rigidus är en skalbaggsart som beskrevs av Bates 1863. Paroecus rigidus ingår i släktet Paroecus och familjen långhorningar.
Artens utbredningsområde är Panama. Inga underarter finns listade i Catalogue of Life.